# Landafors SK
Landafors SK är en fotbollsklubb från Segersta som ligger strax utanför Bollnäs i Hälsingland. Säsongen 2023 spelade laget i division 6 Hälsingland.

## Historik
Klubben bildades 20 november 1953 och utövade då bara bandy, bandysektionen lades dock ned 1966.
1960 började klubben även att spela fotboll. Fotbollsverksamheten lades ned 1985, men återupptogs 1993.